# Wykaz podobozów Auschwitz

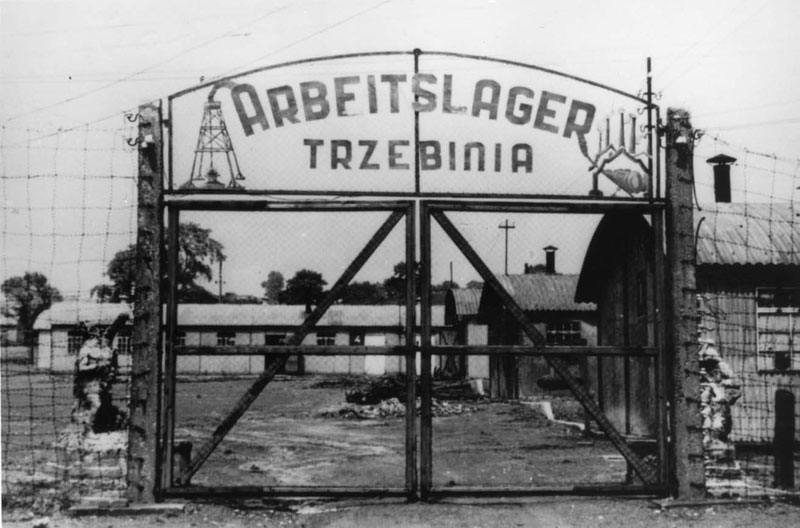
Brama obozowa w Trzebini

Podobozy KL Auschwitz – niemieckie, nazistowskie obozy koncentracyjne, istniejące w latach 1940–1945, które początkowo miały mieć charakter zaopatrzeniowy dla macierzystego Auschwitz-Birkenau. W związku z działalnością niemieckich przedsiębiorstw przemysłowych na terenie okupowanych ziem postanowiono, że te będą służyły też jako źródła siły roboczej dla kopalń, hut czy zakładów produkcyjnych. Z początku wszystkie podobozy podlegały Auschwitz I, lecz gdy rozdzielono administracyjnie w listopadzie 1943 roku trzy główne obozy, podobozy rolno-hodowlane przypadły Birkenau, a przemysłowe – Monowitz. Ogółem podobozów rolno-hodowlanych było 6, podobozów przemysłowych było 28, a 10 innych podobozów pełniło różne funkcje – od pracy w lesie po budowę koszar.

## Podobozy przy gospodarstwach rolno-hodowlanych
| Lp. | Nazwa obozu           | Miejscowość                  | Czas istnienia                                      | Przeznaczenie                                                                  | Liczba więźniów                                        | Najemca                   |
| --- | --------------------- | ---------------------------- | --------------------------------------------------- | ------------------------------------------------------------------------------ | ------------------------------------------------------ | ------------------------- |
| 1.  | Geflügelfarm Harmense | Harmęże                      | XII 1941 – I 1945                                   | Hodowla drobiu, królików i ryb w farmie hodowlanej                             | Ponad stu więźniów                                     | Na potrzeby KL            |
| 2.  | Wirtschaftshof Budy   | Budy, obecnie część Brzeszcz | IV 1942 – I 1945, z przerwą na przełomie 1942-43 r. | Gospodarstwo rolne, hodowla bydła i trzody, roboty leśne, budowa wału na Wiśle | 700-800 więźniów w dwóch podobozach (męskim i żeńskim) | Na potrzeby KL            |
| 3.  | Wirtschaftshof Babitz | Babice koło Oświęcimia       | III 1943 do I 1945                                  | Praca w gospodarstwie rolnym SS                                                | Około 340 więźniów                                     | Na potrzeby KL            |
| 4.  | Birkenau              | Brzezinka k. Oświęcimia      | 1943 – I 1945                                       | Praca w gospodarstwie rolnym SS                                                | Ponad 200 więźniów                                     | Na potrzeby KL            |
| 5.  | Raisko                | Rajsko                       | VI 1944 – I 1945                                    | Ogrodnictwo, rolnictwo, w tym prace badawcze nad pozyskiwaniem kauczuku        | Około 300 więźniarek                                   | Na potrzeby KL i badań SS |
| 6.  | Wirtschaftshof Plawy  | Pławy                        | XII 1944 – I 1945                                   | Hodowla bydła                                                                  | Około 200 więźniów                                     | Na potrzeby KL            |

## Podobozy przy zakładach przemysłowych
| Lp. | Nazwa obozu                           | Miejscowość                                                           | Czas istnienia       | Przeznaczenie | Liczba więźniów                            | Najemca                                                  |
| --- | ------------------------------------- | --------------------------------------------------------------------- | -------------------- | --- | ------------------------------------------ | -------------------------------------------------------- |
| 7.  | Golleschau                            | Goleszów                                                              | VII 1942 – I 1945    | Cementownia | Około 1000 więźniów                        | Ostdeutsche Baustoffwerke GmbH                           |
| 8.  | Jawischowitz                          | Jawiszowice                                                           | VIII 1942 – I 1945   | Praca w Kopalni Węgla Kamiennego „Brzeszcze” – szyb w Brzeszczach i Jawiszowicach, rozbudowa obiektów kopalnianych i budowla elektrowni kopalnianej Kraftwerk „Andreas” w Brzeszczach. | Maks. ponad 2500                           | Hermann Göring Werke                                     |
| 9.  | Außenkommando Chelmek                 | Chełmek                                                               | X 1942 – XII 1942    | Pogłębianie i oczyszczanie stawu | Około 150 więźniów                         | Ota Schlesische Schuhwerke („Bata”)                      |
| 10. | Monowitz („Buna-Werke”)               | Monowice k. Oświęcimia                                                | X 1942 – I 1945      | Zakłady chemiczne | 4 000-11 000 więźniów                      | IG Farbenindustrie                                       |
| 11. | Eintrachthütte                        | Świętochłowice                                                        | V 1943 – I 1945      | Zakłady zbrojeniowe, produkcja broni przeciwlotniczej | Maks. 1374 więźniów                        | Berghütte                                                |
| 12. | Neu-Dachs                             | Jaworzno                                                              | VI 1943 – I 1945     | Praca w kopalniach węgla kamiennego i przy budowie elektrowni „Wilhelm” | Ponad 3500 więźniów                        | Energieversorgung Oberschlesien Aktiengesellschaft (EVO) |
| 13. | Fürstengrube                          | Wesoła koło Mysłowic                                                  | IX 1943 – I 1945     | Wydobywanie węgla i budowa nowej kopalni | 700-1 200 więźniów                         | IG Farbenindustrie                                       |
| 14. | Janinagrube (Gute Hoffnung)           | Libiąż                                                                | IX 1943 – I 1945     | Prace kopalniane (węgiel) | Maks. 877 więźniów                         | IG Farbenindustrie                                       |
| 15. | Lagischa                              | Łagisza                                                               | IX 1943 – IX 1944    | Prace konstrukcyjno-montażowe, obsługa dźwigów, kolejki, budowa fundamentów | Około 1000 więźniów                        | Energie-Versorgung Oberschlesien AG                      |
| 16. | Günthergrube                          | Lędziny                                                               | II 1944 – I 1945     | wydobycie węgla w kopalni „Piast” i budowa kopalni „Günther” | 300-600 więźniów                           | IG Farbenindustrie                                       |
| 17. | Gleiwitz I                            | Gliwice                                                               | III 1944 do I 1945   | Naprawa taboru kolejowego | Około 1300 więźniów                        | Reichsbahnausbesserungswerk                              |
| 18. | Laurahütte                            | Siemianowice Śląskie                                                  | III/IV 1944 – I 1945 | Produkcja dział przeciwlotniczych | Do tysiąca więźniów                        | Rheinmetall Borsig AG                                    |
| 19. | Blechhammer                           | Sławięcice koło Blachowni Śląskiej                                    | IV 1944 – I 1945     | Budowa zakładów chemicznych | 609 więźniów                               | O/S Hydrierwerke AG                                      |
| 20. | Bobrek                                | Bobrek k. Oświęcimia                                                  | V 1944 – I 1945      | Produkcja precyzyjnej aparatury do samolotów i łodzi podwodnych | Około 50-213 więźniów i ok. 50 więźniarek  | Siemens-Schuckert                                        |
| 21. | Gleiwitz II                           | Gliwice                                                               | V 1944 – I 1945      | Przetwarzanie antracytu, olei i siarki na sadzę | Maks. ponad 1000 więźniów                  | Deutsche Gasrusswerke                                    |
| 22. | Sosnowitz II                          | Sosnowiec                                                             | V 1944 – I 1945      | Odlewanie luf do dział przeciwlotniczych | Około 900 więźniów                         | Ost Maschinenbau GmbH (Berghütte)                        |
| 23. | Gleiwitz III                          | Gliwice                                                               | VII 1944 – I 1945    | Warsztaty mechaniczne, produkcja kół kolejowych, lawet do dużej amunicji | 450-600 więźniów                           | Zieleniewski – Maschinen und Waggonbau GmbH – Krakau     |
| 24. | Hindenburg                            | Zabrze                                                                | VIII 1944 – I 1945   | Produkcja uzbrojenia i amunicji | Około 400-500 więźniarek i ok. 70 więźniów | Vereinigte Oberschlesische Hüttenwerke AG (Oberhütten)   |
| 25. | Trzebinia                             | Trzebionka k. Trzebini                                                | VIII 1944 – I 1945   | Budowa rafinerii | 600-800 więźniów                           | Erdölraffinerie Trzebinia GmbH                           |
| 26. | Tschechowitz I – Bombensucherkommando | Czechowice-Dziedzice                                                  | VIII 1944 – IX 1944  | Usuwanie niewypałów po bombardowaniu | Około 100 więźniów                         | Reichsbahn                                               |
| 27. | Althammer                             | Stara Kuźnia k. Halemby, dziś dzielnica Rudy Śląskiej                 | IX 1944 – I 1945     | Budowa elektrowni | Około 500 więźniów                         | Interessen-Gemeinschaft Farbenindustrie AG               |
| 28. | Bismarckhütte                         | Chorzów-Batory (Hajduki)                                              | IX 1944 – I 1945     | Produkcja armat i samochodów pancernych | Około 200 więźniów                         | Berghütte                                                |
| 29. | Charlottengrube                       | Rydułtowy                                                             | IX 1944 – I 1945     | Prace kopalniane | Około 1000 więźniów                        | Hermann Göring Werke                                     |
| 30. | Neustadt                              | Prudnik                                                               | IX 1944 – I 1945     | Praca w zakładach włókienniczych | Około 400 więźniarek                       | Schlesische Feinweberei AG                               |
| 31. | Tschechowitz II – Vacuum              | Czechowice-Dziedzice                                                  | IX 1944 – I 1945     | Rozbiórka zbombardowanych obiektów, prace murarskie, naprawa dróg i torów. | Maks. 600 więźniów                         |                                                          |
| 32. | Hubertushütte                         | Łagiewniki                                                            | XII 1944 – I 1945    | Prace w hucie | 200 więźniów                               | Berghütte-Königs und Birmarckhütte AG                    |
| 33. | Freudenthal                           | Bruntal (Kraj Sudetów)                                                | 1944 – I 1945        | Przetwórstwo owocowe | Około 300 więźniarek                       | Emmerich Machold                                         |
| 34. | Lichtewerden                          | Lichtvard (Kraj Sudetów; obecnie Světlá, dziś dzielnica Světlej Hory) | XI 1944 do I 1945    | Praca w fabryce nici | Około 300 więźniarek                       | G.A. Buhl und Sohn                                       |

## Podobozy o innych funkcjach
| Lp. | Nazwa obozu                   | Miejscowość                      | Czas istnienia                | Przeznaczenie                                                              | Liczba więźniów                                                         | Najemca            |
| --- | ----------------------------- | -------------------------------- | ----------------------------- | -------------------------------------------------------------------------- | ----------------------------------------------------------------------- | ------------------ |
| 35. | Sosnitz                       | Sośnica koło Gliwic              | VII 1940 – VIII 1940          | Rozbiórka obiektów po obozie jeńców wojennych                              | Około 30 więźniów                                                       | Na potrzeby KL     |
| 36. | SS-Hütte Porombka             | Międzybrodzie Bialskie           | X/XI 1940 – I 1945            | Budowa i obsługa domu wypoczynkowego dla SS                                | Przy budowie kilkudziesięciu więźniów, a przy obsłudze kilka więźniarek | Na potrzeby SS     |
| 37. | Altdorf                       | Stara Wieś k. Pszczyny           | X 1942 – wiosna 1943          | Prace leśne                                                                | Około 20 więźniów                                                       | Oberforstamt Pless |
| 38. | Radostowitz                   | Radostowice k. Pszczyny          | 1942 – 1943 z przerwą w zimie | Prace leśne                                                                | Około 20 więźniów                                                       | Oberforstamt Pless |
| 39. | Kobier (Außenkommando Kobier) | Kobiór                           | jesień 1942 – IX 1943         | Prace leśne                                                                | Około 150 więźniów                                                      | Oberforstamt Pless |
| 40. | Brünn                         | Brno (Protektorat Czech i Moraw) | X 1943 – IV 1945              | Wykańczanie budynku Akademii Technicznej SS i Policji                      | 250-150 więźniów                                                        | Na potrzeby SS     |
| 41. | Sosnowitz I                   | Sosnowiec                        | VIII 1943 – II 1944           | Remont budynku – kamienica przy ulicy Targowej 12 (Marktstr.)              | Około 100 więźniów                                                      |                    |
| 42. | Gleiwitz IV                   | Gliwice                          | VI 1944 – I 1945              | Budowa koszar, naprawa i przeróbka samochodów, prace nad Kanałem Gliwickim | Kilkuset więźniów                                                       | Na potrzeby SS     |
| 43. | Sonderkommando Kattowitz      | Katowice                         | I 1944 – I 1945               | Budowa schronu i baraku dla Gestapo                                        | 10 więźniów                                                             | Gestapo            |
| 44. | SS Bauzug                     | Karlsruhe, potem Stuttgart       | IX 1944 – X 1944              | Usuwanie szkód bombardowań, odgruzowywanie                                 | Około 500 więźniów mieszkających w pociągu                              | Urząd C w SS-WVHA  |